# Deal with the Devil
Deal With The Devil è il quinto album dei Lizzy Borden, uscito nel 2000 per l'Etichetta discografica Metal Blade Records.

## Tracce
1. There Will Be Blood Tonight (Borden) 3:55
2. Hell Is for Heroes (Borden) 5:11
3. Deal With the Devil (Borden) 3:45
4. Zanzibar (Borden) 3:46
5. Lovin' You Is Murder (Borden) 3:44
6. We Only Come Out at Night (Borden) 4:34
7. Generation Landslide (Bruce, Buxton, Cooper, Dunaway, Smith) 4:43 (cover di Alice Cooper)
8. The World Is Mine (Borden) 4:56
9. State of Pain (Borden) 2:56
10. (This Ain't) The Summer of Love (Bouchard)	6:25
11. Believe (Borden) 5:17

### Tracce aggiunte nella versione giapponese
- 12. We'll Burn The Sky

## Formazione
- Lizzy Borden - voce
- Alex Nelson - chitarra solista, ritmica, acustica, Sitar
- Louis Cyphre - chitarra solista, ritmica
- Mike Davis - basso
- Joey Scott Harges - batteria, percussioni

### Altri musicisti
- Brian Perry - basso
- Joey Vera - basso
- Mike Razzatti - chitarra addizionale
- Elliot Solomon - tastiere
- Marten Andersson - basso
- Dan Fitzgerald - chitarra solista, Acustica
- David Michael Philips - chitarra solista
- Joe Steals - chitarra